# Раджі ібн Катада
Раджі ібн Катада (араб. راجح بن قتادة; д/н — 1256) —  17/18-й шаріф й емір Мекки у 1232—1241 і 1254 роках.

## Життєпис
Походив з гілки правлячої династії Хасанідів — бану-катада. Син шаріфа Катади ібн Ідріса. Ймовірно за дорученням батька слідкував з караванами, перебував серез бедуїнських племен. 1220 року його батька було вбито братом Раджі — Хасаном. У відповідь він перехопив караван з Багдаду, де змусив або переконав його очільника — мамлюка Акбаші — в хіл'а (зверненні шани) до шаріфа Мекки з Хасана на своєю. Цим начебто багдадський халіф визнавав саме Раджі шаріфом. Але спроба за допомогою цього залучити на свій бік війська та мешканців Мекки виявилася невдалою. Раджі втік до Ємена під захист Аль-Маліка Юсуфа, намісника Аюбідів. Останній 1222 року повалив Хасана, але не передав владу Раджі. Тому було надано владу над містами Галія, аль-Сіррайн, Міхлаф.
1232 року за підтримки Аль-Мансур Умара (Расуліда), еміра Ємену, повалив Хашам ад-Діна Якута, захопив Мекку, де поставив шаріфом Раджі. До 1233 року йому довелося боротися з мамлюком Туґтакіном та египетським еміром аль-Західом. 1234 року небіж Раджі — Абу'л-Саад аль-Хасан — з загоном від єгипетського султана аль-Каміля рушив на Мекку. Проте Раджі відбив напад. Того ж року боровся з еміром Ібн аль-Муджалі, зумівши зберегти владу над Меккою. 1235 року емір Джуґріл за наказом аль-Каміля виступив проти Раджі, який зазнав поразки й відступив. Лише в лютому 1238 року за підтримки Расулідів зумів повернути владу.
Наприкінці 1239 року проти нього виступив Шіхах ібн Хашим, шаріф Медіни, завдав поразки Раджі, захопивши Мекку. 1240 року Раджі повернувся, але 1241 року Шіхах знову захопив Мекку. Аль-Мансур Умар 1242 року відвоював Мекку, але не передав її Раджі, поставивши там своїх намісників з титулом емір. Сам Раджі ібн Катаба отримав під владу аль-Сіррайн.
1250 року знову спробував відвоювати Мекку, яку на той час небіж Абу'л-Саад аль-Хасан захопив в Ібн аль-Мусаїба, еміра-намісника від Расулідів. Раджі отримав допомогу від Іси ібн Шіхаха, шаріфа Медіни, але біля Мекки зазнав поразки. Наприкінці лютого 1254 року повалив небожа Джаммаза ібн Хасана, який за рік до того скинув Абу'л-Саад аль-Хасана. Але вже наприкінці травня або напочатку червня того ж року повалений власним сином Ганімом. Того ж року після повалення останнього братом Раджі — Ідрісом залишив Мекку. Колишній шаріф помер в аль-Сіррайні 1256 року.